# Ильины (хутор)
Ильины — хутор в Старооскольском городском округе Белгородской области, входящий в состав Котовской сельской территории. Расстояние до Старого Оскола составляет 10 км.

## История
Имело несколько названий — х. Ильиной, х. Ильинский, х. Попов. Возникло в первой половине XIX века и, как топоним, утвердилось название по имени одного из владельцев.
С 6 января 1954 года Ильины вошли в новообразованную Белгородскую область.
На территории хутора расположен дендропарк «8 чудо света», который был заложен в 1975 году. С 2015 года, в соответствии с ФЗ от 14 марта 1995 года № 33 «Об особо охраняемых природных территориях», находится под охраной государства.

## Население
| 2002 | 2010 |
| ---- | ---- |
| 106  | ↘90  |